# ディラン・ファンバールレ
ディラン・ファンバールレ (Dylan van Baarle, 1992年5月21日 - )は、オランダ、フォールブルフ出身の自転車競技選手。「ディラン・ファンバーレ」とも表記される。

## 主な戦績
2009
- トロフェオ・カールスバーグ（英語版） 区間優勝（第3ステージ）

2011
- ブエルタ・シクリスタ・ア・レオン（英語版） 区間優勝（第2bステージ・チームタイムトライアル）

2012
- ル・トリプティク・デ・モン・エ・シャトー（英語版） 区間優勝（第2aステージ・個人タイムトライアル）
- アルノ・ワラード・メモリアル（英語版） 優勝
- オリンピア・ツアー（英語版）  総合優勝、 ヤングライダー賞、 ポイント賞
- テューリンゲン・ルントファールト デル U23（英語版） 区間優勝（第1ステージ・個人タイムトライアル）

2013
- ステル・ファン・ズヴォレ（英語版） 優勝
- ドルフェンオムループ・ルクフェン（英語版） 優勝
- ツール・ド・ブルターニュ（英語版）  山岳賞、 スプリント賞、 複合賞（第6ステージ・個人タイムトライアル優勝）
- オリンピア・ツアー（英語版）  総合優勝、 ヤングライダー賞（第4ステージ優勝）
- オランダ選手権・U23部門　優勝（ロードレース、個人タイムトライアル）
- テューリンゲン・ルントファールト デル U23（英語版）  総合優勝

2014
- ツアー・オブ・ブリテン  総合優勝

2015
- バイエルン一周  ヤングライダー賞

2018
- オランダ選手権　優勝（個人タイムトライアル）
- クリテリウム・デュ・ドフィネ 区間優勝（第3ステージ・チームタイムトライアル）

2019
- ヘラルド・サン・ツアー  総合優勝
- クリテリウム・デュ・ドフィネ 区間優勝（第8ステージ）

2020
- ロンド・ファン・フラーンデレン 8位

2021
- ドワルス・ドール・フラーンデレン 優勝
- 世界選手権自転車競技大会ロードレース 男子エリートロードレース 2位

2022
- パリ〜ルーベ 優勝

2023
- オムロープ・ヘット・ニウスブラット 優勝
- オランダ選手権　優勝（個人ロードレース）